# Greatest Hits (Billy Joel)
Greatest Hits è una serie di album di raccolta del cantautore statunitense Billy Joel, pubblicati in volumi: i primi due volumi sono stati diffusi nel luglio 1985 con il titolo Greatest Hits - Volume I & Volume II, mentre il terzo Greatest Hits Volume III, è uscito nell'agosto 1997.

## I volumi
Gli album Greatest Hits Volume I & Volume II includono le hit datate 1973-1985 e sono stati certificati dalla RIAA 23 volte disco di platino, avendo venduto circa 11,5 milioni di copie.
Il terzo volume (1997) include i brani di successo pubblicati tra il 1983 ed il 1997.

## Tracce
Disco 1
1. Piano Man – 5:39
2. Captain Jack – 6:57
3. The Entertainer – 3:40
4. Say Goodbye to Hollywood – 4:39
5. New York State of Mind – 6:05
6. The Stranger – 5:09
7. Scenes from an Italian Restaurant – 7:36
8. Just the Way You Are – 4:51
9. Movin' Out (Anthony's Song) – 3:30
10. Only the Good Die Young – 3:54
11. She's Always a Woman – 3:20

Disco 2
1. My Life – 4:44
2. Big Shot – 4:02
3. Honesty – 3:51
4. You May Be Right – 4:13
5. It's Still Rock and Roll to Me – 2:58
6. Don't Ask Me Why – 2:59
7. She's Got a Way (Live) – 3:02
8. Pressure – 4:37
9. Allentown – 3:48
10. Goodnight Saigon – 7:02
11. Tell Her About It – 3:50
12. Uptown Girl – 3:16
13. The Longest Time – 3:39
14. You're Only Human (Second Wind) – 4:49
15. The Night Is Still Young – 5:26

Disco 3 (1997)
1. Keeping the Faith – 4:38
2. An Innocent Man – 5:19
3. A Matter of Trust – 4:12
4. Baby Grand – 4:05
5. This Is the Time – 5:00
6. Leningrad – 4:04
7. We Didn't Start the Fire – 4:48
8. I Go to Extremes – 4:24
9. And So It Goes – 3:38
10. The Downeaster 'Alexa' – 3:44
11. Shameless – 4:27
12. All About Soul (Remix) – 6:01
13. Lullabye (Goodnight, My Angel) – 3:35
14. The River of Dreams – 4:11
15. To Make You Feel My Love (Bob Dylan) – 3:53
16. Hey Girl (Gerry Goffin & Carole King) – 3:57
17. Light as the Breeze (Leonard Cohen) – 6:12